# 小果枣
小果枣（学名：Ziziphus oenopolia）为鼠李科枣属下的一个种。